# Péroz II
Péroz II Ghusnaspbandah est un souverain perse de la dynastie des Sassanides, qui règne quelques mois en 630.

## Biographie
Prétendant après l'abdication de la reine Bûrândûkht, ce prince est le fils d'un noble nommé Mâh-Adhûr Gushnasp,  époux de la princesse Kahardûkht, une fille de Yazdandadh, un fils cadet de Khosro Ier. Il émet des monnaies d'argent sur lesquelles il porte la couronne de Khosro II avec la légende « PIRUCHI AFZUT » c'est-à-dire « Piruz le dispensateur de prospérité » mais il ne réussit pas à se maintenir sur le trône.